# 酮麝香
酮麝香（英語：musk ketone）是一种有机化合物，化学式C14H18N2O5，可见于麝屬等物种。
它可由4'-叔丁基-2',6'-二甲基苯乙酮的硝化反应制得。它可以通过电化学方法在水中降解。